# Unplugged (álbum de Aventura)
Unplugged es el quinto álbum y el primero en vivo lanzado por el grupo de bachata Aventura.

## Canciones
| # | Título                  | Tiempo |
| - | ----------------------- | ------ |
| 1 | "Cuando Volverás"       | 5:03   |
| 2 | "No Lo Perdona Dios"    | 6:09   |
| 3 | "9:15 (Nueve y Quince)" | 4:21   |
| 4 | "Amor De Madre"         | 6:37   |
| 5 | "Enséñame a Olvidar"    | 6:34   |
| 6 | "Un Poeta Enamorado"    | 5:24   |
| 7 | "Mi Puerto Rico"        | 2:32   |
| 8 | "Obsesión"              | 6:46   |

- Datos: Q5642687